# Повіт Асіґара-Сімо
Пові́т Асіґа́ра-Сімо́ (яп. 足柄下郡, あしがらしもぐん, МФА: [aɕigaɾa ɕimo guɴ]) — повіт в префектурі Канаґава, Японія.